# 닌텐도의 관련 기업
다음은 일본의 비디오 게임 회사 닌텐도의 자회사, 부서, 관련 기업에 관한 설명이다.

## 부서
- 닌텐도 기획 제작 본부 (EPD)
- 닌텐도 기술개발본부 (PTD)

## 자회사
- 닌텐도 소프트웨어 테크놀로지
- 닌텐도 유러피언 리서치 & 디벨로프먼트
- 1-UP 스튜디오
- iQue
- 모놀리스 소프트
- 엔디큐브
- 레트로 스튜디오
- 주식회사 포켓몬

## 협력사
- 알파드림
- 암브렐라
- 카멜롯
- 크리처스
- Cygames
- DeNA
- 게임프리크
- 지니어스 소노리티
- 굿 필
- 그레조
- HAL 연구소
- 인디즈제로
- 인텔리전트 시스템즈
- 넥스트 레벨 게임스
- 소라
- 밴풀
- 비테이

## 이전 자회사 및 부서
- 닌텐도 개발 제1부 (R&D1, 1970년-2002년, 기획개발본부로 통합, 이후 기획개발본부가 정보개발본부와 합병하여 기획제작본부로 통합)
- 닌텐도 개발 제2부 (R&D2, 1970년-2002년, 기획개발본부로 통합, 이후 기획개발본부가 정보개발본부와 합병하여 기획제작본부로 통합)
- 닌텐도 개발 제3부 (R&D3, 1974년-1996년, 총합개발본부로 합병)
- 닌텐도 개발 제4부 (R&D4, 1983년-1989년, 정보개발본부로 흡수, 이후 정보개발본부로 기획개발본부와 합병하여 기획제작본부로 통합)
- 프로젝트 소라 (2009년-2012년)
- 닌텐도 연구개발본부 (RED, 2003년-2013년, 총합개발본부로 흡수)
- 닌텐도 정보개발본부 (EAD, 1989년-2015년, 기획개발본부와 합병하여 기획제작본부로 통합)
- 닌텐도 기획개발본부 (SPD, 2003년-2015년, 시스템개발본부와 합병하여 기술개발본부로 통합)
- 닌텐도 시스템개발본부 (NBD, 2003년-2015년, 기획개발본부와 합병하여 기술개발본부로 통합)